# Озерецковская, Нина Евгеньевна
Нина Евгеньевна Озерецковская (1 января 1900 - 14 января 1982) - врач-педиатр, доктор биологических наук (1955), профессор (1966) Московского НИИ педиатрии и детской хирургии, специалист-биохимик по рациональному питанию здоровых и больных детей.

## Биография
Родилась 1 января 1900 года в селе Сергиевское (ныне г. Плавск) Тульской губернии.
В 1926 году окончила медицинский факультет МГУ. После окончания университета по распределению вела педиатрическую практику при строительстве Магнитогорского металлургического комбината. Затем более 40 лет работала в Институте педиатрии и детской хирургии Министерства здравоохранения РСФСР в Москве, в котором с 1947 по 1970 год являлась заведующей лаборатории биохимии. 
Главным предметом её многолетних научных исследований были различные нарушения обмена веществ, а также принципы рационального питания здоровых и больных детей.
Защитила кандидатскую диссертацию в 1939 году и впоследствии докторскую диссертацию в 1955 году по специальности биохимия. В 1966 году за научные заслуги ей было присвоено звание профессора. За время работы в институте была научным руководителем более 20 кандидатских и 6 докторских диссертаций. Автор более 50 опубликованных научных работ.
Была депутатом Фрунзенского райсовета города Москвы. За большие заслуги в научной, врачебной и общественной деятельности была награждена орденом Трудового Красного Знамени.
Похоронена на Новодевичьем кладбище в Москве.

## Семья
Отец — Евгений Павлович Озерецковский (1853-1937), священник, протоиерей.
Мать — Лариса Николаевна Озерецковская (1863-1933)
Муж — Леонид Вильгельмович Бехман (1896-1956), врач
Дочь — Ольга, профессор-биохимик
Возможно (совпадают данные по отцу и месту его проживания — село Сергиевское), единокровная сестра писателя Геннадия Евгеньевича Озерецковского.